# Základ církve pevná skála
Základ církve pevná skála, staršími názvy Základ církve jest na skále nebo Základ církve jest na skále, je česká velikonoční mešní píseň. Její text pochází z Duchovních zpěvů, melodie byla převzata z prvního svazku Svatojanského kancionálu. V jednotném kancionále, v němž má upravený text, je označena číslem 409. Má dvě sloky pro vstup, jednu před evangeliem a dvě k obětnímu průvodu, se druhým nápěvem pak dvě k přijímání a jednu na závěr. Název písně odkazuje na slova Ježíše Krista o sv. Petrovi jako základu církve, zaznamenaná v Matoušově evangeliu: „Ty jsi Petr – Skála – a na té skále zbuduji svou církev a pekelné mocnosti ji nepřemohou.“ – Mt 16, 18 (Kral, ČEP).